# Liga Leumit 1979-1980 (pallacanestro)
La Liga Leumit 1979-1980 è stata la 26ª edizione del massimo campionato israeliano di pallacanestro maschile. La vittoria finale è stata ad appannaggio del Maccabi Tel Aviv.

## Regular season
|  |     | Squadra            | G  | V  | P  | PF   | PS   | PF/PS | Pt | Qualificazione            |
|  | --- | ------------------ | -- | -- | -- | ---- | ---- | ----- | -- | ------------------------- |
|  | 1.  | Maccabi Tel Aviv   | 20 | 19 | 1  | 2023 | 1560 | +463  | 39 |                           |
|  | 2.  | Hapoel Tel Aviv    | 20 | 17 | 3  | 1909 | 1559 | +350  | 37 |                           |
|  | 3.  | Hapoel Ramat Gan   | 20 | 17 | 3  | 1933 | 1670 | +263  | 37 |                           |
|  | 4.  | Hapoel Haifa       | 20 | 11 | 9  | 1635 | 1588 | +47   | 31 |                           |
|  | 5.  | Hapoel Afula       | 20 | 9  | 11 | 1580 | 1618 | -38   | 29 |                           |
|  | 6.  | Hapoel Holon       | 20 | 9  | 11 | 1508 | 1648 | -140  | 29 |                           |
|  | 7.  | Hapoel Galil Elyon | 20 | 8  | 12 | 1699 | 1705 | -6    | 28 |                           |
|  | 8.  | Beitar Tel Aviv    | 20 | 7  | 13 | 1464 | 1635 | -171  | 27 |                           |
|  | 9.  | Maccabi Ramat Gan  | 20 | 6  | 14 | 1645 | 1905 | -260  | 26 |                           |
|  | 10. | Hapoel Gan Shmuel  | 20 | 4  | 16 | 1442 | 1683 | -241  | 24 |                           |
|  | 11. | Hapoel Gerusalemme | 20 | 3  | 17 | 1658 | 1925 | -267  | 23 | retrocesso in Liga Artzit |

## Squadra vincitrice
|    | Naz.                                        | Ruolo | Sportivo       | Anno | Alt. |  |  |
| -- | ------------------------------------------- | ----- | -------------- | ---- | ---- |  |  |
| 4  | Israele (bandiera)                          | A     | Hanan Dobrish  |      |      |  |  |
| 5  | Israele (bandiera)                          | C     | Amnon Jarah    |      |      |  |  |
| 6  | Israele (bandiera)                          | P     | Shmuel Zisman  | 1957 | 180  |  |  |
| 7  | Israele (bandiera)                          | P     | Motti Aroesti  | 1954 | 187  |  |  |
| 8  | Israele (bandiera)                          | A     | Shuki Schwartz | 1954 | 198  |  |  |
| 9  | Israele (bandiera)                          | G     | Miki Berkovich | 1954 | 192  |  |  |
| 10 | Stati Uniti (bandiera) · Israele (bandiera) | C     | Aulcie Perry   | 1950 | 208  |  |  |
| 11 | Israele (bandiera)                          | G     | Hanan Keren    | 1952 | 190  |  |  |
| 12 | Stati Uniti (bandiera) · Israele (bandiera) | AG    | Lou Silver     | 1953 | 203  |  |  |
| 13 | Stati Uniti (bandiera)                      | AC    | Earl Williams  | 1951 | 201  |  |  |
| 14 | Stati Uniti (bandiera)                      | AG    | Jim Boatwright | 1951 | 203  |  |  |
| 17 | Israele (bandiera)                          | A     | Moshe Shabtay  |      |      |  |  |
|    | Israele (bandiera)                          | ALL   | Ralph Klein    |      |      |  |  |